# Противофонтанные работы

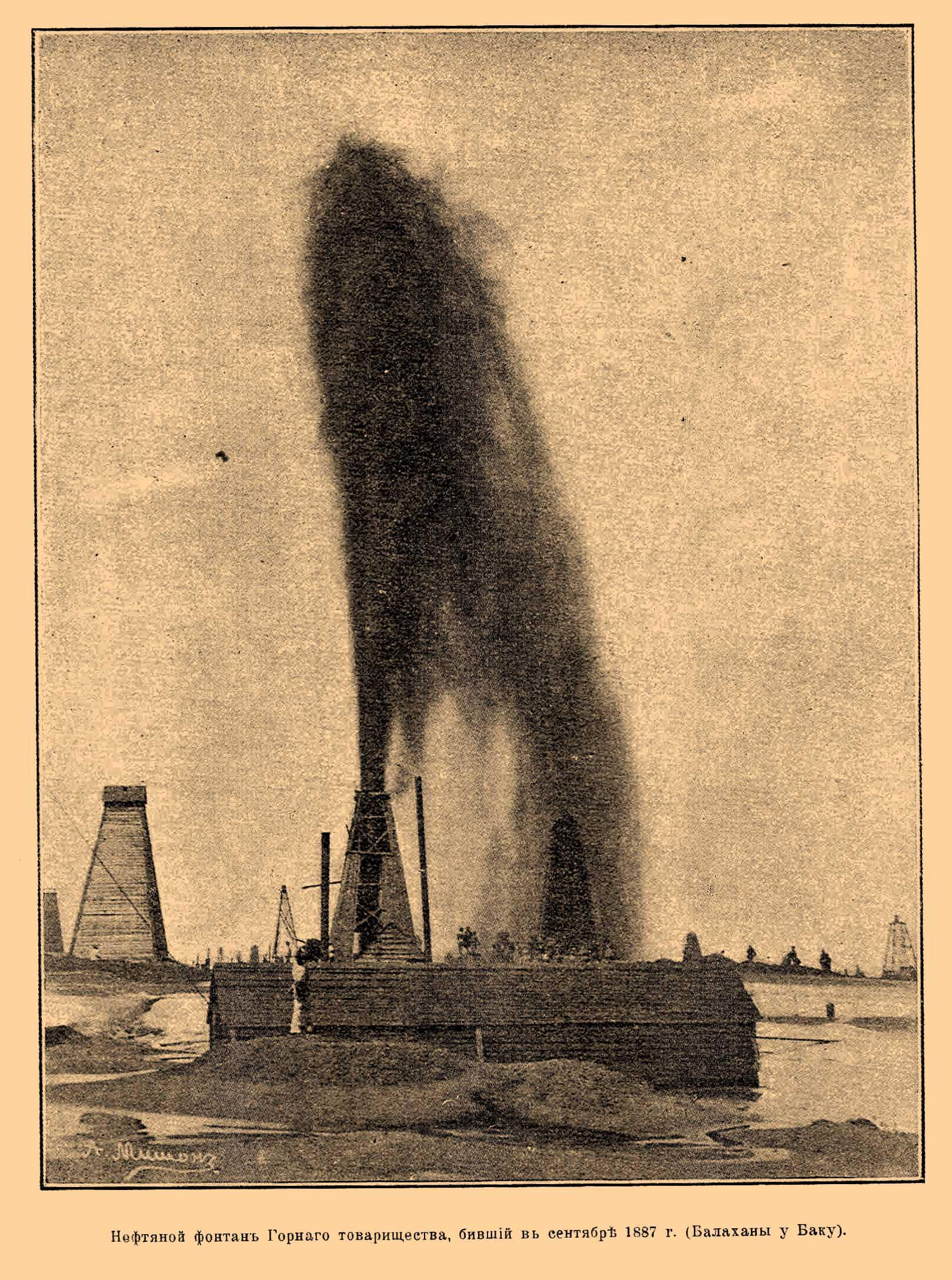
Нефтяной фонтан Горного товарищества, бивший в сентябре 1887 г. (Балаханы у Баку)

Противофонтанные работы — действия, направленные на спасение людей, материальных и культурных ценностей, защиту природной среды, предупреждение и ликвидацию газонефтеводопроявлений, неуправляемого истечения пластовых флюидов (открытых фонтанов) и грифонообразования на объектах бурения и добычи нефти, газа и газового конденсата и объектах подземного хранения газа и газового конденсата:Ст.5
Основными способами тушения газового фонтана могут быть: закачка воды в скважину через устьевое оборудование; тушение струями пожарных автомобилей газоводяного тушения, водяными струями из лафетных стволов; взрывом заряда взрывчатых веществ, огнетушащими порошками, комбинированным способом.

## История противофонтанной службы в России
В 1950-х и 1960-х годах XX века в СССР началась интенсивная добыча газа и нефти. Геологи, буровики и добытчики столкнулись с проблемой ликвидации нефтяных и газовых фонтанов. Поначалу такие аварии устранялись немногочисленной группой энтузиастов, которые в каждом конкретном случае собирались со всей страны. Добыча углеводородов стремительно росла и возрастало количество аварий.:97 В декабре 1967 года в СССР были созданы военизированные части и отряды по предупреждению возникновения и по ликвидации открытых газовых и нефтяных фонтанов.
В 1972 году было создано Управление по охране труда, технике безопасности, военизированных частей и охране предприятий Мингазпрома СССР. На момент создания в Управление входили две военизированные части — Украинская и Оренбургская и один военизированный отряд — Северный.:97
В 1989 году в структуре государственного газового концерна Газпром была создана фирма «Газобезопасность». В неё входили 8 военизированных частей и один отдельный отряд. Общая численность 800 человек.:98
После распада СССР в фирме «Газобезопасность» остались части: Астраханская, Оренбургская, Северная, Центральная, Ямальская общей численностью 570 человек. В 1996 году фирма была аттестована Минтопэнерго как аварийно-спасательная противофонтанная служба РАО Газпром.:98
В марте 2022 года в ведение МЧС России из ведения Минэнерго России были переданы:
- федеральное государственное автономное учреждение "Аварийно-спасательное формирование "Дальневосточная противофонтанная военизированная часть";
- федеральное государственное автономное учреждение "Аварийно-спасательное формирование "Западно-Сибирская противофонтанная военизированная часть";
- федеральное государственное автономное учреждение "Аварийно-спасательное формирование "Северо-Восточная противофонтанная военизированная часть";
- федеральное государственное автономное учреждение "Аварийно-спасательное формирование "Южно-Российская противофонтанная военизированная часть".[5]

Противофонтанные военизированные части являются государственными специализированными предприятиями и организуются в районах расположения нефтедобывающих и буровых предприятий для оказания им практической помощи в проведении работ по предупреждению возникновения и ликвидации открытых газовых и нефтяных фонтанов.
В 1967-2015 годах военизированными противофонтанными частями было ликвидировано более 300 газонефтеводопроявлений, открытых нефтяных и газовых фонтанов.:97

## Спасатель-противофонтащик
Спасатель-противофонтащик — специалист по ликвидации открытых нефтяных фонтанов.